# Wahlen zum Senat der Vereinigten Staaten 1866 und 1867
Die Wahlen zum Senat der Vereinigten Staaten 1866 und 1867 zum 40. Kongress der Vereinigten Staaten fanden zu verschiedenen Zeitpunkten statt. Die Wahlen waren Teil der Wahlen in den Vereinigten Staaten. Es waren die Halbzeitwahlen (engl. midterm election) in der Mitte von Andrew Johnsons Amtszeit. Vor der Verabschiedung des 17. Zusatzartikels wurden die Senatoren nicht direkt gewählt, sondern von den Parlamenten der Bundesstaaten bestimmt.
Zur Wahl standen 17 der 24 Senatssitze der Klasse III, deren Inhaber 1860 und 1861 für eine Amtszeit von sechs Jahren gewählt worden oder später nachgerückt waren. Im Zuge der Reconstruction wurden die ehemaligen Mitglieder der Konföderation erst nach und nach wieder als vollwertige Mitglieder in die Union aufgenommen. Die Sitze von Alabama, Arkansas, Florida, Georgia, Louisiana, North Carolina und South Carolina blieben daher vakant. Zusätzlich fanden für zwei dieser Sitze sowie acht der anderen beiden Klassen Nachwahlen statt, dabei waren die jeweils zwei Sitze von Tennessee, das wieder in die Union aufgenommen worden war, und dem neuen Bundesstaat Nebraska. Jeweils einen dieser Sitze gewann ein Unionist, der dann aber zu den Republikanern wechselte, und ein Demokrat, acht gewannen oder hielten die Republikaner.
Von den 17 regulär zur Wahl stehenden Sitzen waren zwei von Demokraten, 14 von Republikanern und einer von einem Unionisten besetzt. Fünf republikanische Amtsinhaber wurden wiedergewählt, der Unionist wurde als Demokrat wiedergewählt. Acht Sitze konnten die Republikaner halten, zwei gewannen sie von den Demokraten. Ein Sitz ging den Republikanern verloren, da der vom Parlament in Maryland gewählte Demokrat Philip F. Thomas als Unterstützer der Südstaaten vom Senat nicht aufgenommen wurde. Damit vergrößerte sich die Mehrheit der Republikaner, die am Ende des 39. Kongresses bei 45 gegen elf Demokraten und vier Unionisten (Unionist Party und Unconditional Union Party) gelegen hatte, auf 45 Republikaner gegen acht Demokraten.
Zu Veränderungen nach der Wahl siehe auch Liste der Mitglieder des Senats im 40. Kongress der Vereinigten Staaten.

## Ergebnisse

### Wahlen während des 39. Kongresses
Die Gewinner dieser Wahlen wurden vor dem 4. März 1867 in den Senat aufgenommen, also während des 39. Kongresses.
| Staat      | Amtierender Senator                 | Partei       | Nachwahl   | Datum         | Ergebnis                   | Neuer Senator              |
| ---------- | ----------------------------------- | ------------ | ---------- | ------------- | -------------------------- | -------------------------- |
| Iowa       | James Harlan                        | Republikaner | Klasse III | 13. Jan. 1866 | von Republikanern gehalten | Samuel J. Kirkwood         |
| Kansas     | Edmund G. Ross, ernannt             | Republikaner | Klasse II  | 23. Jan. 1867 | bestätigt                  | Edmund G. Ross             |
| Nebraska   | neuer Staat                         | neuer Staat  | Klasse I   | 1. März 1867  | Zugewinn Republikaner      | Thomas Tipton              |
| Nebraska   | neuer Staat                         | neuer Staat  | Klasse II  | 1. März 1867  | Zugewinn Republikaner      | John M. Thayer             |
| New Jersey | Frederick T. Frelinghuysen, ernannt | Republikaner | Klasse I   | 23. Jan. 1867 | bestätigt                  | Frederick T. Frelinghuysen |
| New Jersey | John P. Stockton                    | Demokrat     | Klasse II  | 19. Sep. 1866 | Zugewinn Republikaner      | Alexander G. Cattell       |
| Tennessee  | vakant                              | vakant       | Klasse I   | 24. Juli 1866 | Zugewinn Demokraten        | David T. Patterson         |
| Tennessee  | vakant                              | vakant       | Klasse II  | 24. Juli 1866 | Zugewinn Unionisten        | Joseph S. Fowler           |
| Vermont    | George F. Edmunds, ernannt          | Republikaner | Klasse I   | 24. Okt. 1866 | bestätigt                  | George F. Edmunds          |
| Vermont    | Luke P. Poland, ernannt             | Republikaner | Klasse III | 24. Okt. 1866 | bestätigt                  | Luke P. Poland             |

- ernannt: Senator wurde vom Gouverneur als Ersatz für einen ausgeschiedenen Senator ernannt, Nachwahl nötig.
- bestätigt: ein als Ersatz für einen ausgeschiedenen Senator ernannter Amtsinhaber wurde bestätigt.

### Wahlen zum 40. Kongress
Die Gewinner dieser Wahlen wurden am 4. März 1867 in den Senat aufgenommen, also bei Zusammentritt des 40. Kongresses. Alle Sitze dieser Senatoren gehören zur Klasse III.
| Staat          | Amtierender Senator | Partei       | Datum                      | Ergebnis                   | Neuer Senator      |
| -------------- | ------------------- | ------------ | -------------------------- | -------------------------- | ------------------ |
| Alabama        | vakant              | vakant       | Reconstruction, keine Wahl | Reconstruction, keine Wahl | vakant             |
| Arkansas       | vakant              | vakant       | Reconstruction, keine Wahl | Reconstruction, keine Wahl | vakant             |
| Connecticut    | Lafayette S. Foster | Republikaner | 1866                       | von Republikanern gehalten | Orris S. Ferry     |
| Florida        | vakant              | vakant       | Reconstruction, keine Wahl | Reconstruction, keine Wahl | vakant             |
| Georgia        | vakant              | vakant       | Reconstruction, keine Wahl | Reconstruction, keine Wahl | vakant             |
| Illinois       | Lyman Trumbull      | Republikaner | 1867                       | wiedergewählt              | Lyman Trumbull     |
| Indiana        | Henry S. Lane       | Republikaner | 1867                       | von Republikanern gehalten | Oliver P. Morton   |
| Iowa           | Samuel J. Kirkwood  | Republikaner | 13. Jan. 1866              | von Republikanern gehalten | James Harlan       |
| Kalifornien    | James A. McDougall  | Demokrat     | 1866 oder 1867             | Zugewinn Republikaner      | Cornelius Cole     |
| Kansas         | Samuel C. Pomeroy   | Republikaner | 1867                       | wiedergewählt              | Samuel C. Pomeroy  |
| Kentucky       | Garrett Davis       | Unionist     | 1867                       | als Demokrat wiedergewählt | Garrett Davis      |
| Louisiana      | vakant              | vakant       | Reconstruction, keine Wahl | Reconstruction, keine Wahl | vakant             |
| Maryland       | John A. J. Creswell | Republikaner | 1866 oder 1867             | Verlust Republikaner       | vakant             |
| Missouri       | B. Gratz Brown      | Republikaner | 1866 oder 1867             | von Republikanern gehalten | Charles D. Drake   |
| Nevada         | James W. Nye        | Republikaner | 1867                       | wiedergewählt              | James W. Nye       |
| New Hampshire  | George G. Fogg      | Republikaner | 1866 oder 1867             | von Republikanern gehalten | James W. Patterson |
| New York       | Ira Harris          | Republikaner | 15. Jan. 1867              | von Republikanern gehalten | Roscoe Conkling    |
| North Carolina | vakant              | vakant       | Reconstruction, keine Wahl | Reconstruction, keine Wahl | vakant             |
| Ohio           | John Sherman        | Republikaner | 1866                       | wiedergewählt              | John Sherman       |
| Oregon         | James W. Nesmith    | Demokrat     | 1866 oder 1867             | Zugewinn Republikaner      | Henry W. Corbett   |
| Pennsylvania   | Edgar Cowan         | Republikaner | 15. Jan. 1867              | von Republikanern gehalten | Simon Cameron      |
| South Carolina | vakant              | vakant       | Reconstruction, keine Wahl | Reconstruction, keine Wahl | vakant             |
| Vermont        | Luke P. Poland      | Republikaner | 1866                       | von Republikanern gehalten | Justin S. Morrill  |
| Wisconsin      | Timothy O. Howe     | Republikaner | 1866                       | wiedergewählt              | Timothy O. Howe    |

- wiedergewählt: ein gewählter Amtsinhaber wurde wiedergewählt.

### Wahlen während des 40. Kongresses
Die Gewinner dieser Wahlen wurden nach dem 4. März 1867 in den Senat aufgenommen, also während des 40. Kongresses.
| Staat     | Amtierender Senator | Partei   | Nachwahl | Datum         | Ergebnis              | Neuer Senator       |
| --------- | ------------------- | -------- | -------- | ------------- | --------------------- | ------------------- |
| Tennessee | David T. Patterson  | Demokrat | Klasse I | 22. Okt. 1867 | Zugewinn Republikaner | William G. Brownlow |

## Einzelstaaten
In allen Staaten wurden die Senatoren durch die Parlamente gewählt, wie durch die Verfassung der Vereinigten Staaten vor der Verabschiedung des 17. Zusatzartikels vorgesehen. Das Wahlverfahren bestimmten die Staaten selbst, es war daher von Staat zu Staat unterschiedlich. Teilweise ergibt sich aus den Quellen nur, wer gewählt wurde, aber nicht wie.
Das Third Party System der Parteien in den Vereinigten Staaten bestand aus der Demokratischen Partei, die hauptsächlich in den Südstaaten stark war, sowie der gemäßigt abolitionistischen, im Norden verankerten Republikanischen Partei. Zeitweise konnte auch die Unionist Party Senatoren stellen.